# カール・ケッペン
カール・ケッペン（Carl Cöppen、Karl Köppen、Carl Köppen、またはCarl Joseph Wilhelm Koppen、1833年〈天保4年〉 - 1907年〈明治40年〉6月28日）は、ドイツの下士官。明治の初めに兵制改革を行った紀州藩でプロイセン式陸軍を指導するため派遣されたお雇い外国人。日本ではプロイセン人として遇された。
別称として、カッペン、カッピン、コッピンと呼ばれる場合もある。

## 来日まで
1833年（天保4年）、ケッペンはドイツ統一前のハノーバー王国に近い小国のシャウムブルク＝リッペ侯国の首都ビュッケブルク市ヘルデル・シュトラッセの仕立屋ヨハン・F・ウィルヘルム・ケッペンの子として生まれた。カトリック教徒として洗礼を受け、後の1850年（嘉永3年）に堅信礼を施されプロテスタント・ルター派に転じた。
ギムナジウムで約10年の教育を受けて裁判所の書記官を1年間勤めたが、1851年（嘉永4年）4月にシャウムブルク＝リッペ侯国の徴兵制度における代人としてライフル大隊に入隊。1853年（嘉永6年）7月に伍長、1859年（安政6年）5月に曹長、同月更に特務曹長に昇進した。1860年（万延元年）にはエリザベート・シュルツと結婚し、後に2人の息子と3人の娘を授かることとなる。1866年（慶応2年）の普墺戦争ではオーストリア帝国側として参戦することとなり、侯国から2個中隊をマインツへ派遣したがケッペンは本国に留まり戦闘に加わらなかったが、最終的には勝利したプロイセン軍の侵入を受けた。戦後、シャウムブルク＝リッペ侯国はプロイセン王国を盟主とする北ドイツ連邦の構成国となり、独立は守ったが軍権はプロイセンに握られたため、改組したライフル大隊でケッペンは歩兵小隊長を務めた。1867年9月、約16年の軍隊生活より退役したケッペンはビュッケプルグで年金を受け、写真館を営んだ。

## 紀州藩のお雇い外国人
1868年（明治元年）、明治維新で後れを取った紀州藩は明治初年より藩主徳川茂承が一度は失脚した津田出を執政に抜擢して藩政改革に励み、洋式兵制を取り入ることを決定した。この間、縁のある陸奥宗光の助言けもあった。1869年（明治2年）2月、蘭学に通じていた津田は「軍務局」を新設して下位部局に砲・騎・歩・工の四寮を置いた。7月に藩大参事となった津田は、10月には交代兵制度という基本的に身分を問わない徴兵検査による3年現役の徴兵制度を施行して近代的な軍備の充実を図った。その課程で、明治政府は今後の陸軍兵制をフランス式とすることを決定したが。和歌山藩についてはテストケースとして適用が除外された。
幕末から日本の大阪川口ではプロイセン人貿易商のレーマン・ハルトマン商会が武器の輸出入を扱って各藩に出入りしていたが、明治になってから紀州藩の注文を受け最新鋭の後装式ライフルであるドライゼ銃を3,000丁ドイツから取り寄せることとなった。長射程かつ速射に優れた銃ではあったが専用の弾薬を必要とし、その運用には弾薬の製造能力が必須であり、洋式軍隊の教官と合わせてプロイセン式の指導者が求められた。その頃にケッペンはレーマン商会の倉庫番をしていた縁で、銃を調達しにビュッケプルグを来訪していたカール・レーマンの招聘に応じることとなった。1868年（明治元年）末にハンブルクを出港してドライゼ銃と共に来日したのは1869年（明治2年）5月19日であった。当初、紀州藩が明治政府に届け出た採用の名目は「火工術伝習」・「鍼銃紙管製造教授ノタメ」の「銃工」であって当初は半年の契約であったが、後に期間延長のうえ「陸軍教師」に改められた。
紀州藩では軍事指導を行うために、1869年（明治2年）11月14日に伝習御用総括に塩路嘉一郎、伝習御用掛りに岸彦九郎・岡本兵四郎・長屋喜弥太・阿部林吉・北畠道竜の6人が任命されケッペンからの指導を実施に移した。ケッペンは本国では小国の下士官であったが、新式銃の技術的理解にも造詣が深く、兵制・部隊運用・技術的な助言により紀州藩首脳の信頼を得た。12月には軍務局が廃止され、代わりに「戌営」と士官学校である「兵学寮」が設置された。教官の増員も図られ、1870年（明治3年）7月には横浜駐在のドイツ領事フォン・ブラントの推薦でヘルム兄弟が和歌山入りした。ケッペンはフランス式を採用していた岡本柳之助の砲兵隊を除き、軍事顧問として新兵の採用と訓練、士官の教育、歩騎の操練、職制規律などの指導・伝習・助言に力を尽くし、プロイセン式軍隊を育成した。
ドイツ人教官陣はケッペンを首席に、工兵担当のユリウス・ヘルムとケッペンの副官のアドルフ・ヘルム兄弟が居て軍事調練を行う他、少し遅れた1870年（明治3年）7月にハイトケンペル（製靴師）とルボスキー（製革師）が来日して洋式製靴・製革の技術指導を行った。（11月には洋行中の陸奥宗光がビュッケプルグを訪れてケッペンの妻に多大な贈り物をしたり、ケッペンの上官フンク少佐に来日を打診している。）
紀州藩の戊営幹部・部隊長の主だった顔ぶれは以下の通りであり、各約600人で構成された5個歩兵大隊、2個砲兵中隊、約150人の騎兵隊、工兵隊、輜重隊、火薬所では新式銃の薬莢が日本人の手により製造された。
- 戊営都督　津田出（後に陸軍少将、大蔵少輔、元老院議官）
- 戊営副都督　塩路嘉一郎（後に兵部省、元老院出仕）
- 戊営副都督次席　鳥尾小弥太（長州藩出身。後に陸軍中将、子爵）
- 歩兵大隊長　長屋喜弥太（後に初代和歌山市長）
- 歩兵大隊長　北畠道竜（法福寺住職）
- 歩兵大隊長　岡本兵四郎（後に陸軍中将）
- 騎兵大隊長　阿部林吉
- 砲兵大隊長　岡本柳之助（後に陸軍砲兵少佐、韓国宮内府軍事顧問）
- 独乙学教師　小松済治（会津藩出身。後に司法省民事局長）

ケッペンは背広服を着用し、乗馬姿で令笛付の乗馬用鞭を持ち、日曜日を除いて士官や兵卒を毎日調練した。訓練は岡山操練所・湊御殿その他市内空地等で行われ、号令は「マルス（進め）」「ハルト（止まれ）」などドイツ語で行われた。ケッペンも次第に日本語を覚えてゆき、日本語での指導も行うようになった。訓練の進展により、消耗の激しい日本式の草履では長距離行軍に差し障りがあるため、革靴は調達だけではなく製造能力を整備し、軍服も綿ネルの製造から始まり士卒は肋骨服に帽子を着用した、この産業は失業した士族の授産にも利用された。これらの製造能力は後に「紀州ネル」と呼ばれる綿フランネル産業として紀州に根付いた。革と食肉の調達についても紀州藩では牧場を建設して、更に牛乳も調達した。
明治政府に数年先行する形で行われた紀州藩の徴兵制度は基本的に身分に関係なく召集され、兵役中の者を士分に処遇するもので、最新鋭のプロイセン式訓練は諸藩諸国の関心を呼び、見学者が和歌山に来訪した。1870年（明治3年）には薩摩の西郷従道、続いて大阪から山田顕義兵部大丞（長州藩出身）、さらに薩摩の村田新八が西郷隆盛の代理で参観した。また、諸国の外交官も、10月に駐日アメリカ公使デロング、駐日イギリス公使パークス、1871年（明治4年）2月には駐日プロイセン代理公使マックス・フォン・ブラントがドイツ軍艦ヘルダ号（フリゲート）で訪れて1週間滞在した。ヘルダ号の士官が見た観兵式の訓練では、600人の大隊4個がプロイセン式に統率された隊列で一斉に行軍・発砲する運動を見ており、更に兵舎の見学では入室に際して直立不動の姿勢からの挙手で出迎えられたことに驚いている。弾薬製造所では1日1万発と言われる工程を見学した。また、生活様式についても一般の日本人が床に寝るのに対し、兵卒は兵舎でベッド・椅子・机を使った生活を送り、食事は牛肉を食べ、洋式の軍服を着て革靴を履き、頭髪も髷を落として西洋軍隊風に刈り込んでいた。士官学校である兵学寮では図書館に軍事書籍や翻訳本が備えられており、対応した岡本兵四郎はドイツ語を話すことは未熟であったが、聞き取りと読み取りには不自由していない様子であったという。ブラント公使は視察結果を本国の宰相ビスマルクに伝えており、特旨を以てケッペンを陸軍少尉に進級させることとなった。
これらの驚くべき改革と成功は1871年（明治4年）の廃藩置県で紀州藩が解体されて突然終わりを告げた。11月には藩兵の解散が命令されたか、先立つ6月にケッペンは教官増員のために日本を離れ、8月にはドイツへ到着して戻って新人材を集めていた。再来日したのは12月であったが、翌1872年（明治5年）1月にはケッペンは6人(退役砲兵少尉ブリーベ、在郷陸軍少尉レンツ、火器技術兵シュミット、騎兵下士官ランドフスキー、工兵ランケン、軍医大尉ブフルークマッハ博士)のドイツ人軍事教官と共に解雇され、違約金が払われた。雇用の斡旋にあたり明治天皇からドイツ高官8人に日本刀一振りずつが贈呈された。
ケッペンは和歌山で1869年（明治2年）11月から1871年（明治4年）6月までの間に約6,000人の紀州藩兵を訓練するとともに、士官を育て、弾薬・軍服・軍靴などの製造指導、衣食住などの洋式生活の導入、指導部に対して兵制改善の助言や技術指導を行った。。廃藩置県で終了した紀州藩の兵制改革は、徴兵制度では明治政府より3年先行しており、ドイツ式（プロイセン式）の導入としては15年先行していた。

## 帰国後
1874年（明治7年）、アメリカ経由でドイツのビュッケプルグに帰郷したケッペンは裕福となっており、近郊の立派な農家を買い取り、別荘も立て、外出時には4頭立ての馬車を用いたという。元々金払いの良い性格で、知人への振る舞いも厚く、財産は浪費されてしまった。1879年（明治12年）にはビュッケプルグを離れて放浪した。ブレーメンでは路面電車会社に勤務した。1907年（明治40年）6月28日にドイツ・シュレスヴィヒ＝ホルシュタイン州のノイミュンスターで死没した。74歳の生涯であった。

## 人物
- ケッペンは自ら育てた和歌山藩のプロイセン式軍隊の充実から、「新しいプロイセンの誕生である」と評している。
- ドライゼ銃用の弾薬製造において熟練しており、ハノーバー王国軍功銀メダルを授与されている。[20]
- 縁起をかつぐことが強く、食事は左から差し出させて右から出すと受け取らなかった。[21]
- 米が1石5円の時代にケッペンは月給200円を支給されており、食事は洋食、豚を飼わせ、コックを長崎からボーイを横浜から連れていた。
- デ・メングの紀州来訪後、兵庫の英字新聞（アメリカ領事館の機関誌）では1870年11月23日付けでケッペンをモルトケに例えて賞賛しており、ケッペンも12月5日にこれを知って喜んだ記録を残している[22]。後世になって1936年7月31日付けの「Osaka Mainichi」新聞や1938年8月2日付けの「Hamburger Fremdebblantt」紙にもモルトケに例えた賛辞が掲載された。[3]
- 1942年（昭和17年）、大島浩元駐独大使がノイミュンスター市長と関係者によるケッペンの旧邸に招待された時、空軍勤務をしていた子孫の出迎を受けて和歌山から持ち帰った教育計画や教材などを見る機会があった。「前へ進め」「止まれ」などの号令をドイツ語の意味と日本発音のローマ字を併記したカードを見て、当時の日本の青年にケッペンが指導をした情景を思い浮かべている。[23]